# شهدخوار بیتس
شهدخوار بیتس (نام علمی: Cinnyris batesi) نام یک گونه از سرده ریزشهدخوارها است.